# Faten Hamama
Faten Hamama (in arabo فاتن حمامة‎?), (Mansura, 27 maggio 1931 – Il Cairo, 17 gennaio 2015) è stata un'attrice e produttrice cinematografica egiziana.
Considerata una leggenda del cinema egiziano e di quello arabo, soprannominata "la signora del cinema arabo (Sayiedat al-Sasha al-Arabeyia)".

## Biografia
Nata da una famiglia della classe media, fece il suo esordio nel cinema a 7 anni. Nel 1946 partecipò al film Malak al rahma. L'anno dopo sposò Ezzel Dine Zulficar, attore e regista. Con lui fondò una società di produzione cinematografica. Da questa unione nacque Nadia, la prima figlia.
Negli anni cinquanta diventò una delle attrici di maggiore successo, tanto da guadagnare il titolo di "signora del cinema arabo". In questo periodo partecipò al film Sira'Fi al-Wadi, diretto nel 1954 da Youssef Chahine e presentato al Festival di Cannes. Hamama si rifiutò di avere l'attore egiziano Shukry Sarhan come co-protagonista e Chahine offrì il ruolo ad Omar Sharif, che si era appena laureato e lavorava per suo padre. Hamama non aveva mai accettato nella sua carriera di recitare in scene che prevedevano un bacio, ma accettò. Si innamorarono e la coppia si sposò nel 1955. Lui si convertì all'Islam, e i due ebbero un figlio, Tarek El-Sharif, nato nel 1957. Il bambino interpretò il piccolo Yury Zivago nel film Il dottor Živago. Nonostante continuassero a lavorare assieme e con successo - recitarono insieme Ayyamna al-Holwa (أيامنا الحلوة, Our Sweet Days), Ard al-Salam (أرض السلام, Land of Peace), La Anam (لا أنام, Sleepless) e Sayyidat al-Qasr (سيدة القصر, The Lady of the Palace)-, il matrimonio finì nel 1974, dopo la separazione nel 1966.

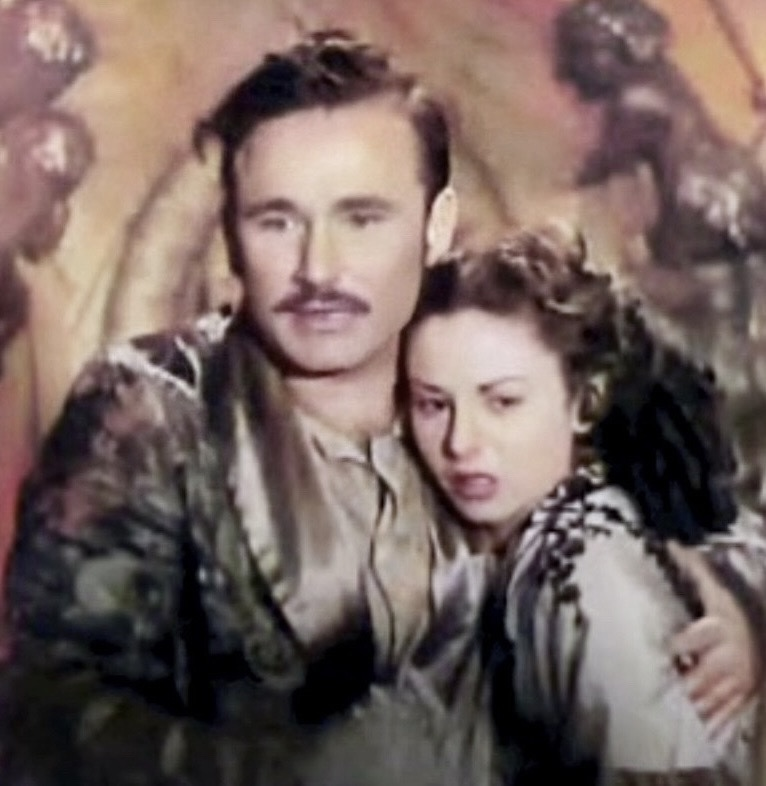
Faten Hamama con il suo primo marito Ezzel Dine Zulficar in una scena del film del 1948 Khulood

Gli anni settanta la videro protagonista di alcune pellicole nelle quali si affrontavano temi sociali. Il film del 1975 Oridu Hallan, che raccontava la lotta di una donna per ottenere il divorzio, portò alla revisione della legislazione; il governo egiziano abrogò una legge che proibiva alle mogli di divorziare dai loro mariti, consentendo quindi il khul'.
Nel 1999 ricevette un dottorato honoris causa presso l'Università Americana del Cairo e nel 2000 venne premiata con il titolo di Century Star Award da parte dell'Organizzazione degli scrittori e critici egiziani. Fu inoltre premiata con l'Ordinanza del Cedro del Libano, l'Ordine della efficienza intellettuale del Marocco e il primo premio per le donne arabe nel 2001.
Il suo ritorno al lavoro artistico, dopo una lunga assenza, avvenne nel 2000, quando partecipò alla serie televisiva Wagh el qamar, fra i primi programmi della televisione satellitare in lingua araba.

## Filmografia parziale

### Attrice
- Yom said, regia di Mohammed Karim (1940)
- Russassa fil kalb, regia di Mohammed Karim (1944)
- Awal el shahir, regia di Abdel Fattah Hassan (1945)
- Dunia, regia di Mohammed Karim (1946)
- Ṣirāʿ fī l-wādī, regia di Youssef Chahine (1954)
- La anam, regia di Salah Abouseif (1958)
- Rapina al Cairo (Cairo), regia di Wolf Rilla (1963)
- Il peccato (El haram), regia di Henri Bakarat (1965)
- Fiesta de toros, regia di Youssef Chahine (1971)
- Voglio una soluzione, regia di Said Marzouk (1975)